# HD 29365
HD 29365 (HU Tauri) è stella binaria a eclisse, più precisamente una variabile Algol, situata nella costellazione del Toro, di magnitudine apparente 5,86 e assoluta 0,63. Il sistema stellare è situato a circa 329 anni luce dalla Terra. 

## Osservazione
Si tratta di una stella situata nell'emisfero celeste boreale; grazie alla sua posizione non fortemente boreale, può essere osservata dalla gran parte delle regioni della Terra, sebbene gli osservatori dell'emisfero nord siano più avvantaggiati. Nei pressi del circolo polare artico appare circumpolare, mentre resta sempre invisibile solo in prossimità dell'Antartide. La sua magnitudine pari a 5,85 la pone ai limiti della visibilità ad occhio nudo, e consente alla stella di essere scorta solo con un cielo buio sufficientemente libero dagli effetti dell'inquinamento luminoso.
Il periodo migliore per la sua osservazione nel cielo serale ricade nei mesi compresi fra ottobre e aprile; da entrambi gli emisferi il periodo di visibilità rimane indicativamente lo stesso, grazie alla posizione della stella non lontana dall'equatore celeste.

## Caratteristiche fisiche
Il sistema è composto da due stelle rispettivamente di classe spettrale B8V e F5III-IV, che ruotano attorno al comune centro di massa in un periodo di 2,0563 giorni. La principale è quindi una stella bianco-azzurra di sequenza principale, avente una massa 4,43 volte quella del Sole, un raggio 2,6 volte superiore, ed una luminosità 123 volte quella della nostra stella.
La secondaria, classificata come gigante o subgigante bianco-gialla, ha una massa del 14% superiore a quella solare, ma un raggio maggiore della compagna (3,2 R⊙), mentre la luminosità è 8 volte quella del Sole.
Il minimo primario si ha quando la stella gigante più fredda eclissa la compagna calda e più luminosa; durante l'eclissi la magnitudine della stella cala da +5,85 a +6,80.
La sua velocità radiale negativa indica che la stella si sta avvicinando al sistema solare.

## Occultazioni
Per la sua posizione prossima all'eclittica, è talvolta soggetta ad occultazioni da parte della Luna e, più raramente, dei pianeti, generalmente quelli interni.
L'ultima occultazione lunare avvenne il giorno 8 settembre 2012.